# Karl Alfred von Wächter

Karl Alfred von Wächter, 1910

Karl Alfred von Wächter (* 4. Februar 1844 in Stuttgart; † 1914) war ein deutscher Rittergutsbesitzer und Politiker.

## Leben
Karl Alfred von Wächter entstammte einer altwürttembergischen Beamtenfamilie mit ursprünglich sächsischen Wurzeln. Er war ein Sohn des Juristen und Politikers Karl Georg von Wächter (1797–1880) und dessen Ehefrau Johanne Emilie geborene Baumeister (1802–1880).
Er studierte Landwirtschaft in Hohenheim und wurde 1863 an der Universität Leipzig zum Dr. phil. promoviert. In Leipzig hatte er zuvor schon das Nikolai-Gymnasium besucht. 1872 kaufte er das Rittergut mit Herrenhaus in Röcknitz (Sachsen) und heiratete 1875 die aus Stuttgart stammende Rosalie geb. Freiin von Soden, Tochter des Freiherrn August Warren Hastings von Soden (1818–1859) und seiner Ehefrau Karoline (Lilli), geb. Holzschuher (1829–1912). Er war Gründer und Vorstand des Landwirtschaftlichen Vereins am Ort,  Vorsitzender des Leipziger landwirtschaftlichen Kreisvereins und ab 1901 im Aufsichtsrat der Hohburger Quarz-Porphyr-Werke AG. 1909 wurde er zum Geheimen Ökonomie-Rat ernannt. In der Festgabe der Deutschen Juristen-Zeitung zum 500jährigen Jubiläum der Universität Leipzig (hrsg. von Otto Liebmann. Berlin: Liebmann, 1909, Sp. 127–129) veröffentlichte er neben anderen eine kurze Würdigung seines Vaters.
Ab dem Landtag 1891/92 bis zum Landtag 1909/10 vertrat Wächter fast zwanzig Jahre lang die fünf Schönburgischen Rezessherrschaften als Bevollmächtigter in der I. Kammer des Sächsischen Landtags. In dieser war er Referent für Eisenbahnfragen.